# Zennor
| \| Zennor \|    |
| Lage von Zennor |
| Zennor          |

| Zennor |

Zennor ist ein Dorf und eine Gemeinde (Parish) im ehemaligen District Penwith der Grafschaft Cornwall in England und liegt zwischen St Ives und St Just hinter hohen, felsigen Klippen zum Atlantik und zwischen schroffen Granithügeln. Die Landschaft um Zennor wird seit mindestens 4000 Jahren besiedelt, wie die Megalithanlagen des Zennor Quoit oder des nahe gelegenen Lanyon Quoit belegen.

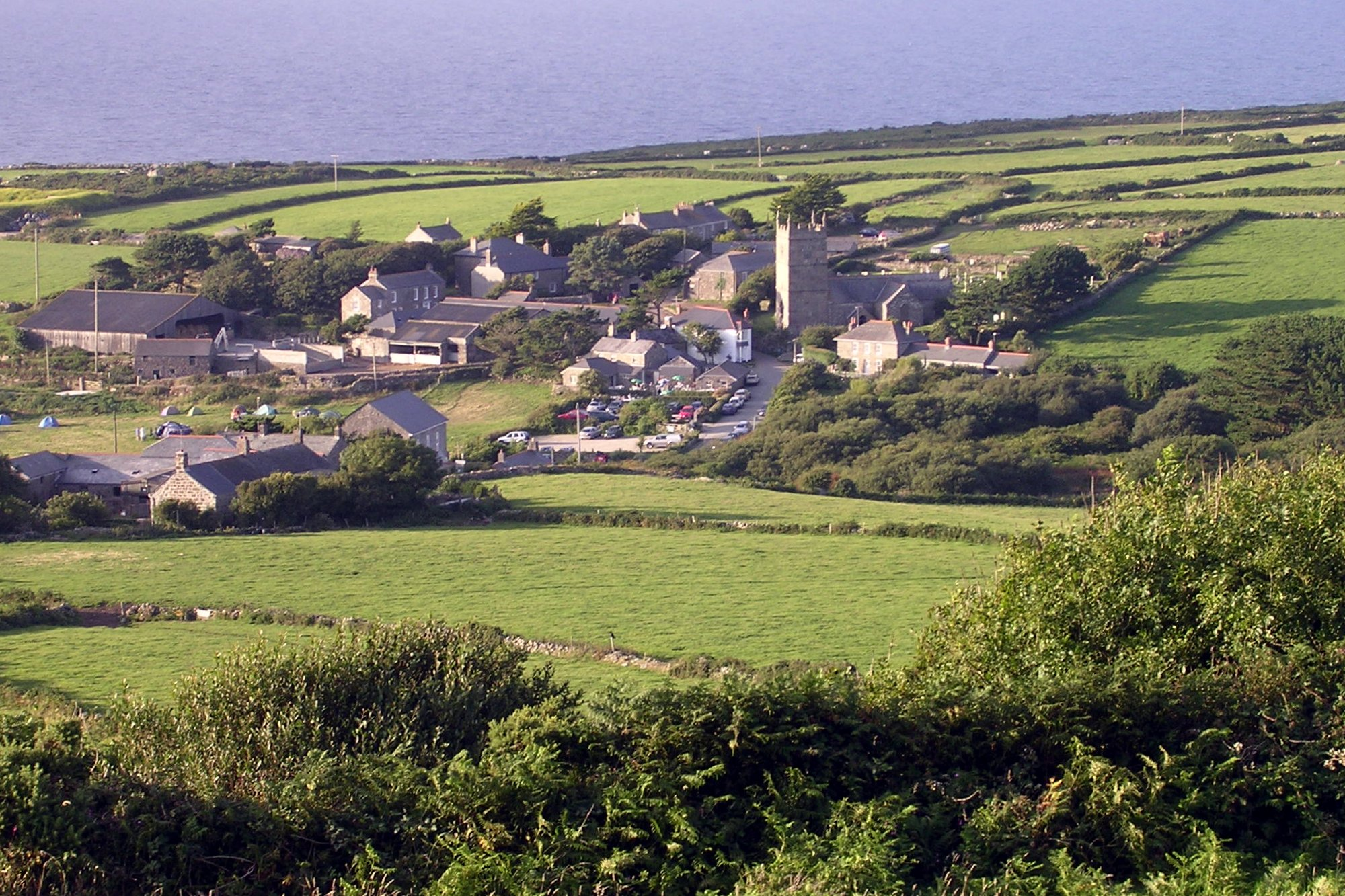
Blick auf Zennor

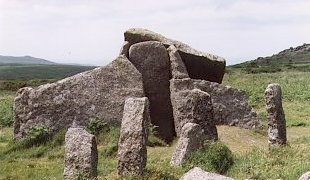
Zennor Quoit

Landwirtschaft, Fischerei und Bergbau in den Zinn- und Kupferminen sorgten in diesem Teil von West-Cornwall früher für einen gewissen Wohlstand. Heute sind die Steinbrüche und Minen geschlossen und nur wenige Landwirte und Fischer sind übrig geblieben. Die meisten Menschen leben jetzt vom Tourismus.
Neben dem obligatorischen Pub The Tinners Arms gibt es auch ein Museum: Das Wayside Museum wurde in den dreißiger Jahren gegründet und zeigt viele Aspekte des Lebens in West-Cornwall in alter Zeit. Es enthält ein Cottage mit einer traditionellen kornischen Küche und Haushaltsgegenständen von 1900 bis 1960. Zu besichtigen sind auch eine alte Mühle und eine Schmiede mit Haus- und Minenwerkzeugen aus der Stein- und Bronzezeit.
Das Backpacker House (deutsch: Wandererhaus) ist eine Herberge nicht nur für Wanderer, sondern auch Rastplatz für Urlauber, Radler und Kurgäste. Das ehemalige Bergwerk Rosevale Mine kann nach Voranmeldung besichtigt werden.

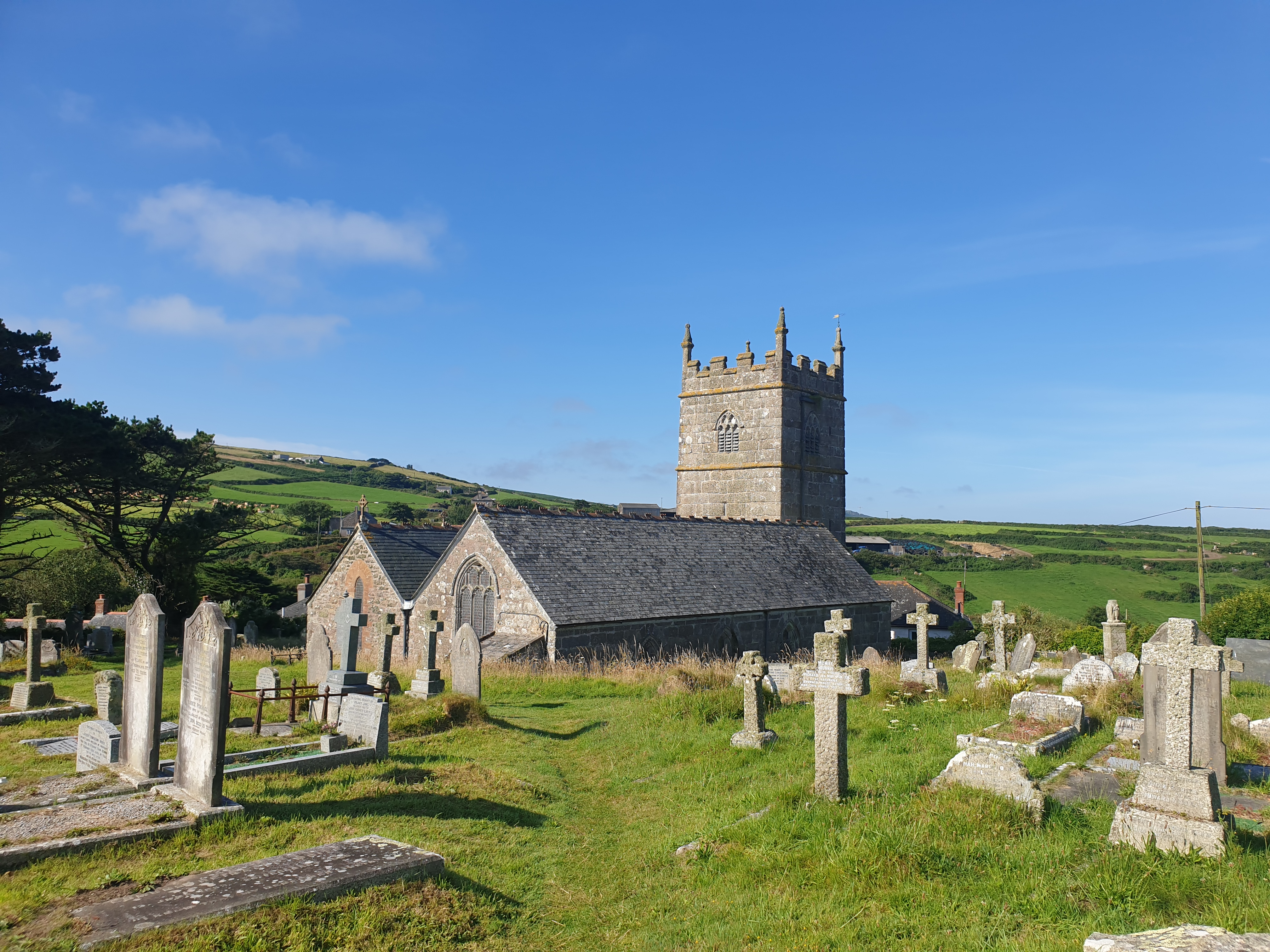
Kirche St Senara in Zennor

Die normannische Kirche von St Senara, die dem Ort ihren Namen verlieh, steht vermutlich auf den Fundamenten einer keltischen Kirche des 6. Jahrhunderts und wurde 1890 restauriert, nachdem alle ursprünglichen aus Eiche geschnitzten Sitze verschwunden waren und ersetzt werden mussten. Auf der Südseite des Kirchturms ist ein Bronzeschild mit der Meerjungfrau von Zennor und einer Datierung von 1737 zu sehen. Im Innern der Kirche kann der Mermaid’s chair besichtigt werden.
Zennor war eine der letzten Bastionen der kornischen Sprache, die ab dem 17. Jahrhundert mehr und mehr von der englischen Sprache verdrängt wurde. Dolly Pentreath aus Mousehole war die letzte Person, die sich mit Kornisch als Muttersprache verständigte. Sie starb im Jahr 1777. John Davey aus Zennor war angeblich der letzte Mensch, der die Sprache in ihrer ursprünglichen Form flüssig beherrschte. Er starb 1891 im Alter von 79 Jahren.

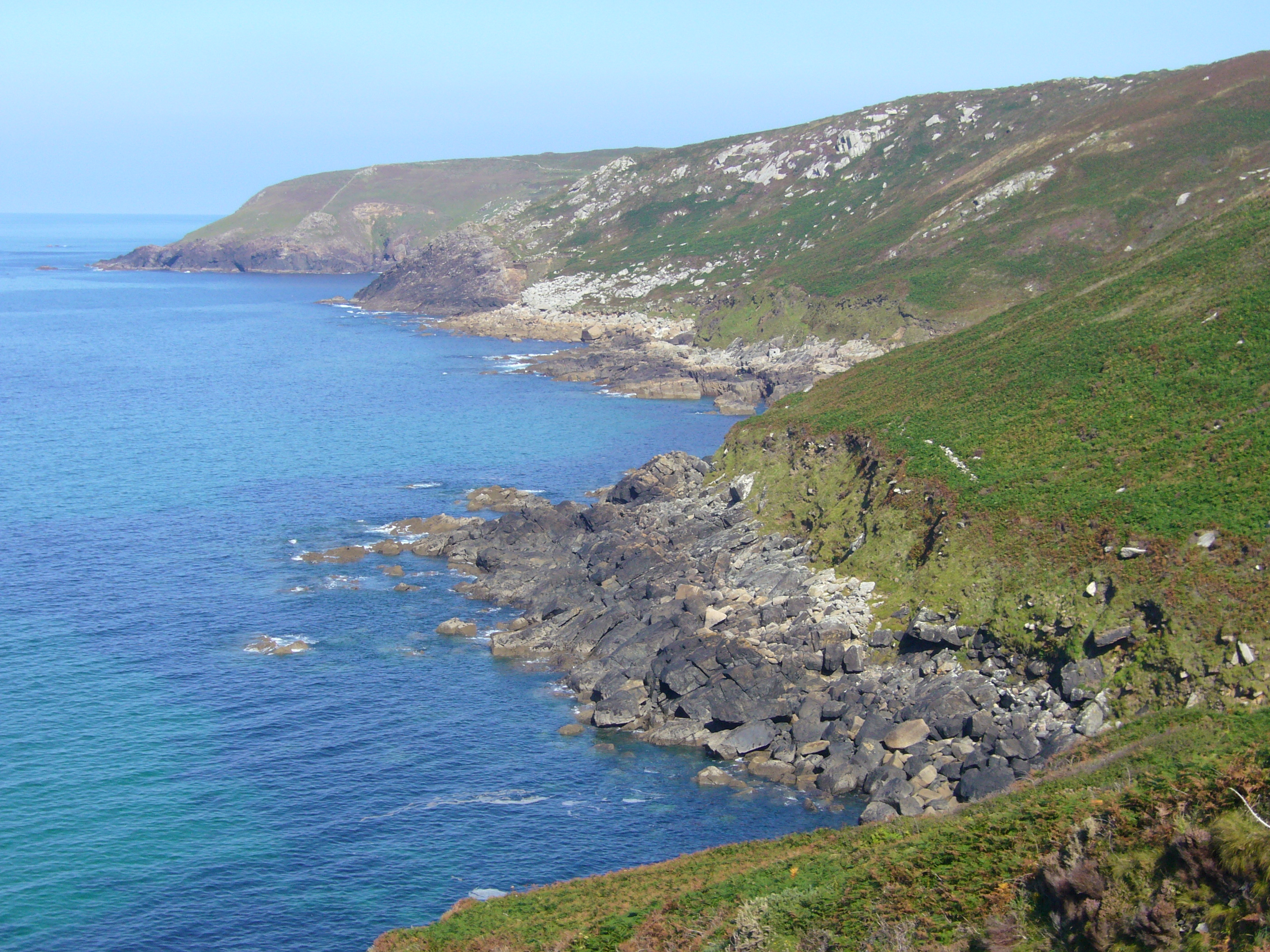
Küste bei Zennor Head

Der britische Schriftsteller D. H. Lawrence und seine deutsche Frau Frieda von Richthofen lebten für eine kurze Zeit in Zennor. Der Erste Weltkrieg zerbrach allerdings ihre Idylle. Ihr Wunsch, in Zennor eine Künstlerkolonie zu etablieren, stieß bei den Bewohnern auf Misstrauen. Zudem machte der Briefwechsel zwischen Frieda und ihren deutschen Verwandten, der über die Schweiz abgewickelt wurde, die Behörden misstrauisch. Als schließlich direkt vor den Felsklippen von Zennor zwei britische Kriegsschiffe von einem deutschen U-Boot torpediert wurden, kam das endgültige Aus. Innerhalb von drei Tagen mussten die beiden Cornwall wegen des Verdachts der Spionage verlassen.
Der Mermaid’s chair befindet sich in der über 1.000 Jahre alten St. Senara-Kirche in Zennor.